# کانن ئی‌اواس ۳۰۰وی
کانن ئی‌اواس ۳۰۰وی (به انگلیسی: Canon EOS 300V) یک دوربین عکاسی تک‌لنزی بازتابی ساخت شرکت کانن است.